# Oscar de melhor curta-metragem em live action
O Oscar de melhor curta-metragem em live action passou a ser concedido na trigésima cerimônia em 1957. O prêmio é o resultado da fusão das categorias Oscar de melhor curta-metragem em live-action: 1 bobina e Oscar de melhor curta-metragem em live-action: 2 bobinas, que foram concedidos entre 1936 e 1956.
A expressão Live Action designa o curta-metragem (de ficção ou documentário) feito não com as técnicas da animação, mas, sim, utilizando seres vivos e/ou inanimados. Rubens Ewald Filho chama essa categoria de curta dramático, enquanto Fernando Albagli prefere curta (ao vivo).

## Vencedores e indicados
| Ano  | Vencedor                                     | País(es) de origem | Outros indicados                                                                                |
| ---- | -------------------------------------------- | ------------------ | ----------------------------------------------------------------------------------------------- |
| 1958 | The Wetback Hound                            | EUA                | A Chairy Tale City of Gold Foothold on Antarctica Portugal                                      |
| 1959 | Grand Canyon                                 | EUA                | Journey into Spring The Kiss Snows of Aorangi T Is for Tumbleweed                               |
| 1960 | Histoire d'un Poisson Rouge                  | França             | Between the Tides Mysteries of the Deep The Running, Jumping and Standing-Still Film Skyscraper |
| 1961 | Day of the Painter                           | EUA                | The Creation of Woman Islands of the Sea A Sport Is Born                                        |
| 1962 | Seawards the Great Ships                     | Reino Unido        | Ballon Vole The Face of Jesus Rooftops of New York Very Nice, Very Nice                         |
| 1963 | Heureux Anniversaire                         | França             | Big City Blues The Cadillac The Cliff Dwellers Pan                                              |
| 1964 | La Rivière du Hibou                          | França             | The Concert Home-Made Car Six-Sided Triangle That's Me                                          |
| 1965 | Casals Conducts                              | EUA                | Help! My Snowman's Burning Down The Legend of Jimmy Blue Eyes                                   |
| 1966 | Le Poulet                                    | França             | Fortress of Peace Skaterdater Snow Time Piece                                                   |
| 1967 | Wild Wings                                   | Reino Unido        | Turkey the Bridge The Winning Strain                                                            |
| 1968 | A Place to Stand                             | Canadá             | Paddle to the Sea Sky Over Holland Stop, Look and Listen                                        |
| 1969 | Robert Kennedy Remembered                    | EUA                | The Dove Duo Prelude                                                                            |
| 1970 | The Magic Machines                           | EUA                | Blake People Soup                                                                               |
| 1971 | The Resurrection of Broncho Billy            | EUA                | Shut Up... I'm Crying Sticky My Fingers...Fleet My Feet                                         |
| 1972 | Centinelas del Silencio                      | México/EUA         | Good Morning The Rehearsel                                                                      |
| 1973 | Norman Rockwell's World... An American Dream | EUA                | Frog Story Solo                                                                                 |
| 1974 | The Bolero                                   | EUA                | Clockmaker Life Times Nine                                                                      |
| 1975 | Les... Borgnes Sont Roi                      | França             | Climb The Concert Planet Ocean The Violin                                                       |
| 1976 | Angel and Big Joe                            | EUA                | Conquest of Light Dawn Flight A Day in the Life of Bonnie Consolo Doubletalk                    |
| 1977 | In the Region of Ice                         | EUA                | Kudzu The Morning Spider Nightlife Number One                                                   |
| 1978 | I'll Find a Way                              | Canadá             | The Absent-Minded Waiter Floating Free Notes on the Popular Arts Spaceborne                     |
| 1979 | Teenage Father                               | EUA                | A Different Approach Mandy's Grandmother Strange Fruit                                          |
| 1980 | Board and Care                               | EUA                | Bravery in the Field Oh Brother, My Brother The Solar Film Solly's Dinner                       |
| 1981 | The Dollar Bottom                            | Reino Unido        | Fall Line A Jury of Her Peers                                                                   |
| 1982 | Violet                                       | Canadá/EUA         | Couples and Robbers First Winter                                                                |
| 1983 | A Shocking Accident                          | Reino Unido        | Ballet Robotique The Silence Split Cherry Tree Sredni Vashtar                                   |
| 1984 | Boys and Girls                               | Canadá             | Goodie Two Shoes Overnight Sensation                                                            |
| 1985 | Up                                           | EUA                | The Painted Door Tales of Meeting and Parting                                                   |
| 1986 | Molly's Pilgrim                              | EUA                | Graffiti Rainbow War                                                                            |
| 1987 | Precious Images                              | EUA                | Exit Love Struck                                                                                |
| 1988 | Ray's Male Heterosexual Dance Hall           | EUA                | Making Waves Shoeshine                                                                          |
| 1989 | The Appointments of Dennis Jennings          | EUA                | Cadillac Dreams Gullah Tales                                                                    |

### Década de 1990
- 1990: Work Experience – James Hendrie
  - Amazon Diary – Robert Nixon
  - The Childeater – Jonathan Tammuz

- 1991: The Lunch Date – Adam Davidson
  - Bronx Cheers – Raymond De Felitta e Matthew Gross
  - Dear Rosie – Peter Cattaneo e Barnaby Thompson
  - Senzeni Na? – Bernard Joffa e Anthony E. Nicholas
  - 12:01 PM – Jonathan Heap e Hillary Ripps

- 1992: Session Man – Rob Fried e Seth Winston
  - Birch Street Gym – Thomas R. Conroy e Stephen Kessler
  - Last Breeze of Summer – David Massey

- 1993: Omnibus – Sam Karmann
  - Contact – Jonathan Darby e Jana Sue Memel
  - Cruise Control – Matt Palmieri
  - The Lady in Waiting – Christian Taylor
  - Swan Song – Kenneth Branagh e David Parfitt

- 1994: Schwarzfahrer – Pepe Danquart
  - Down on the Waterfront – Jonathan Penner e Stacy Title
  - The Dutch Master – Jonathan Brett e Susan Seidelman
  - Partners – Jana Sue Memel e Peter Weller
  - La Vis – Didier Flamand

- 1995: Franz Kafka's It's a Wonderful Life – Peter Capaldi e Ruth Kenley-Letts (empate)
Trevor – Peggy Rajski e Randy Stone (empate)
  - Kangaroo Court – Sean Astin e Christine Astin
  - On Hope – Michele McGuire e JoBeth Williams
  - Syrup – Paul Unwin e Nick Vivian

- 1996: Lieberman in Love – Christine Lahti e Jana Sue Memel
  - Brooms – Luke Cresswell e Steve McNicholas
  - Duke of Groove – Thom Colwell e Griffin Dunne
  - Little Surprises – Jeff Goldblum e Tikki Goldberg
  - Tuesday Morning Ride – Dianne Houston e Joy Ryan

- 1997: Dear Diary – David Frankel e Barry Jossen
  - De Tripas, Corazon – Antonio Urrutia
  - Ernst & Lyset – Anders Thomas Jensen e Kim Magnusson
  - Esposados – Juan Carlos Fresnadillo
  - Wordless – Bernadette Carranza e Antonello De Leo

- 1998: Visas and Virtue – Chris Donahue e Chris Tashima
  - Dance Lexie Dance – Tim Loane e Pearse Moore
  - It's Good to Talk – Roger Goldby e Barney Reisz
  - Sweethearts? – Birger Larsen e Thomas Lydholm
  - Wolfgang – Anders Thomas Jensen e Kim Magnusson

- 1999: Valgaften – Anders Thomas Jensen e Kim Magnusson
  - Culture – Josh Gordon e Will Speck
  - Holiday Romance – Alexander Jovy e J. J. Keith
  - La Carte Postale – Vivian Goffette
  - Victor – Joel Bergvall e Simon Sandquist

### Década de 2000
- 2000: My Mother Dreams the Satan's Disciples in New York – Barbara Schock e Tamara Tiehel
  - Bror, Min Bror – Henrik Ruben Genz e Michael W. Horsten
  - Killing Joe – Mehdi Norowzian e Steve Wax
  - Kleingeld – Marc-Andreas Bochert e Gabriele Lins
  - Major and Minor Miracles – Marcus Olsson

- 2001: Quiero Ser – Florian Gallenberger
  - By Courier – Ericka Frederick e Peter Riegert
  - Uma História de Futebol – Paulo Machline
  - One Day Crossing – Christina Lazaridi e Joan Stein
  - Seraglio – Colin Campbell e Gail Lerner

- 2002: The Accountant – Lisa Blount e Ray McKinnon
  - Copy Shop – Virgil Widrich
  - Gregor's Greatest Invention – Johannes Kiefer
  - Meska Sprawa – Sławomir Fabicki e Bogumil Godfrejow
  - Speed for Thespians – Kalman Apple e Shameela Bakhsh

- 2003: Der Er En Yndig Mand – Martin Strange-Hansen
  - Fait D'Hiver – Dirk Beliën e Anja Daelemans
  - J'attendrai le Suivant... – Thomas Gaudin e Philippe Orreindy
  - Inja – Steven Pasvolsky e Joe Weatherstone
  - Johnny Flynton – Lexi Alexander e Alexander Buono

- 2004: Two Soldiers – Andrew J. Sacks e Aaron Schneider
  - Die Rote Jacke – Florian Baxmeyer
  - Most – Bobby Garabedian e William Zabka
  - Squash – Lionel Bailliu
  - (A) Torzija – Stefan Arsenijević

- 2005: Wasp – Andrea Arnold
  - Everything in This Country Must – Gary McKendry
  - Little Terrorist – Ashvin Kumar
  - 7:35 de la Mañana – Nacho Vigalondo
  - Two Cars, One Night – Ainsley Gardiner e Taika Waititi

- 2006: Six Shooter – Martin McDonagh
  - Ausreißer – Ulrike Grote
  - Cashback – Sean Ellis e Lene Bausager
  - Síðasti Bærinn – Rúnar Rúnarsson e Thor S. Sigurjónsson
  - Our Time Is Up – Pia Clemente e Rob Pearlstein

- 2007: West Bank Story – Ari Sandel
  - Binta y la Gran Idea – Javier Fesser e Luis Manso
  - Éramos Pocos – Borja Cobeaga
  - Helmer og Søn – Søren Pilmark e Kim Magnusson
  - The Saviour – Stuart Parkyn e Peter Templeman

- 2008: Le Mozart des Pickpockets – Philippe Pollet-Villard
  - Om Natten – Christian E. Christiansen e Louise Vesth
  - Il Supplente – Andrea Jublin
  - Tanghi Argentini – Anja Daelemans e Guido Thys
  - The Tonto Woman – Daniel Barber e Matthew Brown

- 2009: Spielzeugland – Jochen Alexander Freydank
  - Auf der Strecke – Reto Caffi
  - Manon on the Asphalt – Elizabeth Marre e Olivier Pont
  - New Boy – Tamara Anghie e Steph Green
  - The Pig – Dorte Høgh e Tivi Magnusson

### Década de 2010
- 2010: The New Tenants – Joachim Back e Tivi Magnusson
  - Istället för Abrakadabra – Patrik Eklund e Mathias Fjellström
  - Kavi – Gregg Helvey
  - Miracle Fish – Drew Bailey e Luke Doolan
  - The Door – James Flynn e Juanita Wilson

- 2011: God of Love – Luke Matheny
  - The Confession – Tanel Toom
  - The Crush – Michael Creagh
  - Na Wewe – Ivan Goldschmidt
  - Wish 143 – Ian Barnes e Samantha Waite

- 2012: The Shore – Terry George e Oorlagh George
  - Pentecost – Peter McDonald e Eimear O'Kane
  - Raju – Stefan Gieren e Max Zähle
  - Time Freak – Andrew Bowler e Gigi Causey
  - Tuba Atlantic – Hallvar Witzø

- 2013: Curfew – Shawn Christensen
  - Asad – Bryan Buckley e Mino Jarjoura
  - Buzkashi Boys – Sam French e Ariel Nasr
  - Dood van een Schaduw – Tom Van Avermaet e Ellen De Waele
  - Henry – Yan England

- 2014: Helium – Kim Magnusson e Anders Walter
  - Aquel No Era Yo – Esteban Crespo
  - Avant que de Tout Perdre – Alexandre Gavras e Xavier Legrand
  - Pitääkö Mun Kaikki Hoitaa? – Kirsikka Saari e Selma Vilhunen
  - The Voorman Problem – Mark Gill e Baldwin Li

- 2015: The Phone Call – Mat Kirkby e James Lucas
  - Aya – Oded Binnun e Mihal Brezis
  - Boogaloo e Graham – Ronan Blaney e Michael Lennox
  - La Lampe au Beurre de Yak – Julien Féret e Hu Wei
  - Parvaneh – Stefan Eichenberger e Talkhon Hamzavi

- 2016: Stutterer
  - Alles wird gut
  - Ave Maria
  - Day One
  - Shok

- 2017: Mindenki –  Kristóf Deák e Anna Udvardy
  - Timecode – Juanjo Giménez
  - Ennemis Intérieurs – Sélim Azzazi
  - La femme et le TGV – Timo von Gunten e Giacun Caduff
  - Silent Nights – Aske Bang e Kim Magnusson

- 2018: The Silent Child –  Chris Overton e Rachel Shenton
  - DeKalb Elementary - Reed Van Dyk
  - The Eleven O'Clock - Derin Seale e Josh Lawson
  - My Nephew Emmett - Kevin Wilson Jr.
  - Watu Wote/All of Us - Katja Benrath e Tobias Rosen

- 2019: Skin - Guy Nattiv e Jaime Ray Newman
  - Detainment - Vincent Lambe e Darren Mahon
  - Fauve - Jeremy Comte e Maria Garcia Turgeon
  - Marguerite - Marianne Farley e Marie-Hélène Panisset
  - Mother - Rodrigo Sorogoyen e María del Puy Alvarado

### Década de 2020
- 2020: The Neighbors' Window - Marshall Curry
  - Brotherhood - Meryam Joobeur e Maria Gracia Turgeon
  - Nefta Football Club - Yves Piat e Damien Megherbi
  - Saria - Bryan Buckley e Matt Lefebvre
  - A Sister - Delphine Girard

- 2021: Two Distant Strangers – Travon Free e Martin Desmond Roe
  - Feeling Through – Doug Roland e Susan Ruzenski
  - The Letter Room – Elvira Lind e Sofia Sondervan
  - The Present – Farah Nabulsi
  - White Eye – Tomer Shushan e Shira Hochman

- 2022: The Long Goodbye – Aneil Karia e Riz Ahmed
  - Ala Kachuu – Take and Run – Maria Brendle e Nadine Lüchinger
  - The Dress – Tadeusz Łysiak e Maciej Ślesicki
  - On My Mind – Martin Strange-Hansen e Kim Magnusson
  - Please Hold – K.D. Dávila e Levin Menekse

- 2023: An Irish Goodbye – Tom Berkely e Ross White
  - Ivalu – Anders Walter e Rebecca Pruzan
  - Le pupille – Alice Rohrwacher e Alfonso Cuarón
  - Night Ride – Eirik Tveiten e Gaute Lid Larssen
  - The Red Suitcase – Cyrus Neshvad